# Fernando Chalana
Fernando Chalana, nome completo Fernando Albino de Sousa Chalana (Barreiro, 10 febbraio 1959 – Lisbona, 10 agosto 2022), è stato un calciatore e allenatore di calcio portoghese, di ruolo centrocampista.

## Carriera
Iniziò il suo percorso sportivo all'età di 16 anni, nel 1975, nella squadra portoghese del Benfica. Esordì a 17 anni, e restò a Lisbona fino al 1984. In tale periodo la squadra ottenne il titolo nazionale per cinque volte, e vinse la Coppa di Portogallo per tre volte.
Poco prima di raggiungere i 18 anni esordì inoltre nella nazionale portoghese, il 17 novembre 1976, alle qualificazioni per il campionato del mondo 1978, partita nella quale i lusitani batterono per 1-0 la Danimarca.
Il 1984 fu il suo anno migliore: le prestazioni offerte durante il campionato d'Europa in Francia suscitarono l'interesse della squadra del Bordeaux; si trasferì al club girondino in estate, dopo nove stagioni, 263 gare e 39 gol a Lisbona. Trascorse in Francia tre anni, ma fu bloccato da un severo infortunio e giocò solo 10 partite, segnando un gol.
Nell'estate del 1987 ritornò al Benfica, ma era ormai in fase discendente. Restò a Lisbona fino al 1990, ma non fu più titolare, e giocò per 47 gare, segnando 8 reti. Il 12 ottobre 1988, giocò l'ultima partita nella nazionale portoghese, in un'amichevole pareggiata con la Svezia. Nella nazionale aveva ricevuto 27 convocazioni in 12 anni, segnando 2 reti. A Lisbona il giocatore fu molto amato ed ebbe diversi nomignoli dai suoi tifosi, tra cui "Piccolo Genio", "Asterix & Chalanix", "Cyrano".
Con la stagione 1990-91 fu ancora a Lisbona, ma con la squadra del Belenenses, con la quale giocò in 14 gare senza segnare nessun gol. L'anno successivo giocò in seconda divisione, con l'Estrela da Amadora, smettendo di giocare quindi a 33 anni.
Nel 2008 ha allenato ad interim il Benfica, subentrando a José Antonio Camacho.

## Palmarès

### Giocatore

#### Club
- Campionato portoghese: 5

Benfica: 1976-1977, 1980-1981, 1982-1983, 1983-1984, 1988-1989
- Coppa del Portogallo: 3

Benfica: 1979-1980, 1980-1981, 1982-1983
- Supercoppa di Portogallo: 2

Benfica: 1980, 1989
- Campionato francese: 2

Bordeaux: 1984-1985, 1986-1987
- Coppa di Francia: 2

Bordeaux: 1985-1986, 1986-1987
- Supercoppa francese: 1

Bordeaux: 1986

#### Individuale
- Calciatore portoghese dell'anno: 2

1976, 1984